# Најнижи људи
Ово је списак најнижих људи на свету.

## Мушкарци
Није жив
      Жив је
| Име                   | Рођење             | Смрт               | Висина           | Држава         |
| --------------------- | ------------------ | ------------------ | ---------------- | -------------- |
| Чандра Бахадур Данги  | 30. новембар 1939. | 3. септембар 2015. | 54,6 центиметра  | Непал          |
| Гул Мухамед           | 15. фебруар 1957   | 1. октобар 1997    | 57 центиметара   | Индија         |
| Џанри Балвинг         | 12. јун 1993.      | 28. јул 2020.      | 60 центиметра    | Филипини       |
| Иштван Тот            | 1963.              | 2011.              | 65 центиметра    | Мађарска       |
| Хагендра Тапа Магар   | 4. октобар 1992.   | 17. јануар 2020.   | 67 центиметра    | Непал          |
| Лин Ју-чи             | 1972.              | Жив је             | 67,5 центиметра  | Република Кина |
| Едвард Нино Хернандез | 1986.              | Жив је             | 70.21 центиметра | Колумбија      |
| Хе Пингпинг           | 13. јул 1988.      | 13. март 2010.     | 74 центиметра    | Кина           |

## Жене
Није жива
      Жива је
| Име             | Рођење             | Смрт           | Висина          | Држава           |
| --------------- | ------------------ | -------------- | --------------- | ---------------- |
| Паулине Мустерс | 26. фебруар 1876.  | 1. март 1895.  | 58 центиметра   | Холандија        |
| Јиоте Амге‎      | 16. децембар 1993. | Жива је        | 58,4 центиметра | Индија           |
| Меџ Бестер      | 26. април 1963.    | 20. март 2018. | 65 центиметра   | Јужна Африка     |
| Бриџит Џордан   | 9. јун 1989.       | 12. јун 2019.  | 69 центиметра   | Сједињене Државе |
| Хатиџе Кокаман  | 1989.              | Жива је        | 71 центиметра   | Турска           |